# 고바야카와 히데아키
고바야카와 히데아키(小早川秀秋/秀詮)/하시바 히데토시(羽柴秀俊)는 아즈치모모야마 시대와 에도 시대 초기의 다이묘이다. 기노시타 이에사다(木下家定)의 아들로 하시바 히데요시의 정실이었던 네네의 조카이다. 정실로 모리 데루모토의 양녀(친부는 시시도 모토히데, 할머니는 모리 모토나리의 장녀)를 두었다. 관위는 종3위 곤주나곤. 지쿠젠을 영유했기 때문에 지쿠젠 주나곤, 사에몬후(左衛門督)를 겸했기 때문에 고바야카와 긴고(小早川金吾), 긴고 주나곤(金吾中納言)이라 불리기도 했다.

## 생애
기노시타 이에사다의 5남으로 태어났다. 어머니는 스기하라 이에쓰구의 딸이다. 어릴적 이름은 다쓰노스케(辰之助)였다. 겐푸쿠(元服)때 첫 이름을 기노시타 히데토시(木下秀俊)로 지었다. 1585년 하시바 히데요시의 양자가 되어 하시바 히데토시로 이름을 올렸다. 1589년 병사한 도요토미 히데카쓰의 옛 영지인 단바 가메야마 10만 석을 받았다. 1592년 주산미・곤주나곤에 서임되었다. 1594년 히데요시의 명으로 고바야카와 다카카게의 양자가 되어 고바야카와가에 들어가 히데아키로 개명했다. 관직은 쥬나곤이었지만, 겐푸쿠 때 받은 관위인 「사에몬후」(左衛門督)의 중국 명칭 「집금오」(執金吾)와 합쳐 「긴고 주나곤」(金吾中納言)이라 불렸다. 1595년 도요토미 히데쓰구사건에 연좌되어 단바 가메야마를 몰수당했다. 같은 해 양부 다카카게가 은거함에 따라 그 영지인 지쿠젠·지쿠고·히젠의 일부를 합친 30만7천 석을 계승해 지쿠젠 나지마성주가 되었다.

### 정유재란
정유재란때는 원수를 역임했다. 울산성 전투에서는 명나라의 대군에게 포위된 울산왜성의 구원에 나섰다. 첫출진에서 스스로 야리를 손에 들고 적장을 생포하는 등 활약했지만, 본래 원수인 히데아키는 부산성을 수비해야만 했기 때문에 울산왜성의 구원에 나선 것을 경솔한 행동이었다고 비판받는다. 그 때문에 영지를 몰수당해 에치젠 기타노쇼 15만 석으로 교체되었다고 한다(비판 받은 것은 구원에 나선 점이 아니라 히데아키 자신이 다수의 목을 취할 정도로 분투한 점이란 설이 있고, 조선 병사가 아닌 일반인을 공격한 점이란 설도 있다).
이 처분은 이시다 미쓰나리의 참언의 의한 것이란 이야기도 있는데 명확하지는 않다. 이때 도쿠가와 이에야스가 중재를 해주었다고 하지만, 도요토미 히데요시의 사후 히데아키가 영지를 회복한 데에 한마디 거든 것뿐이며 실제로 중재를 한 적은 없다.

### 세키가하라 전투
1600년의 세키가하라 전투에서는 서군으로 참전했다. 그러나 후시미성 공격 후 이에야스에게 사과의 편지를 보낸 점과 세키가하라 전투 직전 동군의 후쿠시마 마사노리와 서간을 주고받은 점에서, 이미 동군과 내통하고 있었다는 것이 정설이다. 하지만 후시미성 공략전에 참가해 전공을 올렸지만, 이 전공을 미쓰나리가 인정해주지 않아 배신을 결심하게 되었다는 이설도 있다. 현재에 남아있는 문서로는, 미쓰나리가 간파쿠의 지위를 약속하며 서군에의 동참을 촉구하는 것과, 구로다 나가마사와 아사노 요시나가의 연명으로 「우리들은 기타노만도코로(네네)님을 위해 움직이고 있다」고 쓰여있는 것 2통이 있다.
히데아키의 행동에 수상함을 느낀 이시다 미쓰나리와 오타니 요시쓰구 등은, 서군이 승리한다면 도요토미 히데요리가 성인이 되는 날 까지의 간파쿠직 취임과 기나이의 구니(国) 두 곳을 가증해주는 것을 약속하는 등 서군에의 잔류 공작을 행했다. 결전 당일 히데아키는 마쓰오산에 1만 5천명의 대군을 이끌고 포진했다. 이때 마쓰오 산에는 이미 서군의 일부 장병이 들어와 있었지만, 히데아키는 군세의 수를 듣고 이들을 내쫓은 후 마쓰오 산에 진을 깔았다(이 시점에서 이미 동군에 가담했다고도 여겨진다).
히데아키의 마음은 동군에 있었지만 우키타 히데이에 부대가 후쿠시마 마사노리 부대를 격파하고 오타니 요시쓰구 부대도 도도 다카토라 부대를 패주시키는 등, 전황이 서군에게 유리하게 흘러감에 따라 동군 참가를 주저했다는 설과, 도쿠가와 히데타다가 3만8천의 대군을 이끌고 세키가하라를 향했는데 통 나타나지 않는 것에 수상함을 느껴 참전을 하지 않았다는 설이 있다.
사자를 보내 공격명령을 내렸지만 전혀 움직이지 않은 히데아키를 기다리다 지친 이에야스는 히데아키의 진에 위협사격을 하게 되고, 이에 놀란 히데아키가 마침내 동군측에 가담할 것을 결심하고 오타니 부대를 공격했다. 느닷없는 배반이었지만 고바야카와측의 배반을 예측하고 있던 오타니 부대는 이것을 받아쳐 일시적으로 고바야카와 부대는 퇴각한다. 하지만 고바야카와 부대의 움직임에 동조한 와키자카 야스하루, 아카자 나오야스 등 서군의 여러 장수들이 차례차례 배반함에 따라 오타니군은 괴멸하고 오타니 요시쓰구는 자살하게 된다. 다만 이에야스의 위협사격을 실제로 받았는지는 위치 관계로 보았을 때 의문이 있다.
이 참전에 의해 대세는 결정되었고 저녁 무렵에 서군은 괴멸되어 이시다 미쓰나리는 오사카를 향해 이부키야마산중으로 달아났다.

### 오카야마 번주
세키가하라 전투가 일단락 된 후 병사를 이시다 마사쓰구(이시다 미쓰나리의 아버지)가 지키는 사와야마성에 보내, 격전 끝에 이 곳을 낙성시켜 전공을 올린다. 전후의 논공행상에서는 우키타 히데이에의 영지인 비젠과 미마사카로 이봉되어 오카야마 55만 석으로 가증된다(50만 석 포함).
이로써 큰 영토를 얻은 히데아키는 오카야마성을 개축해 이전의 2배나 되는 바깥 해자(外堀 소토보리[*])를 불과 20일만에 완성한다. 그리고 겐치(検地)의 실시, 절과 신사의 부흥, 농지의 정비 등 급속히 근대화를 진행한다. 그러나 세키가하라 전투로부터 불과 2년 후인 1602년에 사망했다. 향년 21세(부정설 있음). 자손이 없었기 때문에 고바야카와가는 단절된다. 이것은 도쿠가와 정권 초기, 자손이 끊길 경우 가이에키를 당한 케이스이다. 히데아키 사후 고바아카와가의 옛 신하들은 세키가하라에서의 배반을 책잡혀 사관할 곳을 찾지 못했다고 한다..
히데아키에게 하시바 히데유키란 아들이 있었다는 설도 있다. 이 설에 의하면 히데아키의 사후 측실로부터 히데유키가 태어나 히데아키의 형 기노시타 가쓰토시에게 양육되었다고 한다. 그 후 자손들은 빗추 아시모리번 기노시타가의 가신이 되어 고바야카와씨의 옛 성인 도히씨(土肥氏)를 칭했다고 한다.

## 사인
21세로 요절한 사인으로서 여러 가지 설이 있지만 추측의 영역을 벗어나지 않는다.
같은 해 같은 날 같은 곳에서 형제 두 명(기노시타 도시사다, 기노시타 아무개)도 함께 사망했다는 기술이 「본슌닛키(梵舜日記)」에 적혀있다. 아무개를 히데노리로 보는 설이 있지만 히데노리는 오사카 전투 때 오사카 성에 들어가 히데요리에 순사했기 때문에 사실과는 다르다.
암살설도 존재한다. 한편으로 세간에서는 세키가하라 전투때 자살로 몰아넣은 오타니 요시쓰구의 저주에 의한 것이란 소문이 돌았다.
덧붙여 고바야카와가는 단절되었지만 메이지 시대에 재흥의 칙명의 내려옴에 따라, 모리 본가에서 모리 사부로(毛利三郎)가 고바야카와가에 들어가 재흥시켰다.

## 인물
일반적으로 히데아키는 우유부단하고 암우한 무장이라고 평가받고 있으나, 이것은 세키가하라의 배반에 대한 인상이 강한 것에 따른 것이다. 특히 세키가하라 전투에서 도요토미 히데요시의 양자였던 우키타 히데이에는 도요토미가 가문을 위해 결사항전을 치른 것에 비해, 고바야카와 히데아키는 과거 히데요시의 양자였음에도 결과적으로 도요토미 가문에 칼을 들이대는 결과를 낳았기 때문에 혹평이 많으며, 배신했다는 것만으로 오다 노부카쓰 같은 암군이란 결론을 내린 문헌도 있다. 하지만 마쓰오 산을 점거해 유리한 위치에서 움직여 승리를 결정지은 점과 결국 세키가하라의 승리측에 든 것은 선악과 관계없이 공적으로 평가받는 부분이다. 그러나 이 점에서도 세키가하라라는 거대한 전투가 고바야카와 히데아키라는 암우한 인물의 배신에 의해서 결정지어졌다는 혹평도 있다.
히데아키는 첫 출전인 정유재란의 울산성 전투에서 적에게 포위된 가토 기요마사를 구출하는 등 무공을 올렸는데, 이에 대해서도 용맹함으로 평가하기도 하나, 첫출진의 공명심으로 인한 대장으로서 적절하지 못한 경솔한 행동이라는 평가도 존재한다. 그러나 다른 형제를 제치고 히데요시의 양자가 된 사실이나 정치능력도 비젠 오카야마에서의 통치로 발휘한 점을 미루어, 단순히 암우한 인물이었다고만 단정짓기에는 다소 무리가 따른다는 견해가 있다.
세키가하라에서의 배반에 관해서도 위협사격에 놀라 배반했다는 것이 정설로 되어있지만, 지리적인 면에서 볼 때 실제로 위협사격이 어렵다는 이설도 존재한다. 하지만 배신 직후, 오타니 요시쓰구의 20배가 넘는 병력으로도 일시적으로 패퇴당하였는데다, 더욱이 세키가하라 이후 얼마 지나지 않아 요절함으로 인해 나쁜 평판이 굳어지는데 결정적으로 작용하였다. 배신자의 말로를 보여주는 듯한 이미지가 굳어져버리게 된 것이었다.
게다가 지쿠젠 태수일 때 행적은 품행불량으로, 가신으로부터 여러번 간언을 받으면 발끈하여 베어버리거나 해서 실제로 히데아키의 암우함에 포기하고 고바야카와가를 떠나는 중신도 있었다. 히데아키에 대해선 당시의 공통된 인식이었던 「수상쩍고 제멋대로인 사람」(胡乱の人)이란 것이 실제 모습이었던 듯하다.

## 주요 가신
- 이나바 마사나리 : 정실은 가스가노 쓰보네. 이후 다이묘가 된다.
- 야마구치 마사히로
- 히라오카 요리카쓰
- 스기하라 시게하루
- 마쓰노 시게모토
- 이나바 미치마사